# تقانة الكم

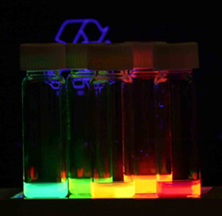
عملية تشعيع أو الإصدار الشعاعي إلى النقاط الكمومية الغروية بضوء الأشعة فوق البنفسجية. تبعث النقاط الكمومية ذات الأحجام المختلفة ضوءًا لونيًا مختلفًا بسبب الحبس الكمومي.

تقانة الكم هي مجال ناشئ في الفيزياء والهندسة، يعتمد على مبادئ علوم فيزياء الكم. وتعد الحوسبة الكمومية، وأجهزة الاستشعار الكمومية، والتشفير الكمومي، والمحاكاة الكمومية، وعلم القياس الكمي، والتصوير الكمي كلها أمثلة على تقنيات الكم، حيث خصائص ميكانيكا الكم، وخاصة التشابك الكمي، والتراكب الكمي، والنفق الكمي، مهمة.

## الاتصالات الآمنة
ان الاتصالات الآمنة الكمومية هي طرق من المتوقع أن تكون «آمنة كمومية» في ظهور أنظمة الحوسبة الكمية التي يمكنها كسر أنظمة التشفير الحالية. من المتوقع أن يكون توزيع المفتاح الكمي، أو "QKD" أحد المكونات الهامة لأنظمة الاتصالات الآمنة الكمومية: طريقة لنقل المعلومات باستخدام الضوء المتشابك بطريقة تجعل أي اعتراض للإرسال واضحًا للمستخدم. هناك تقنية أخرى في هذا المجال هي مولد الأرقام العشوائية الكمومية المستخدم لحماية البيانات. ينتج عن ذلك أرقام عشوائية حقًا دون اتباع إجراءات خوارزميات الحوسبة التي تقلد العشوائية فقط.

## الحوسبة
من المتوقع أن يكون لأجهزة الحاسوب الكمومية عدد من الاستخدامات المهمة في مجالات الحوسبة مثل التحسين والتعلم الآلي. ربما اشتهروا بقدرتهم المتوقعة على تنفيذ " خوارزمية شور "، والتي يمكن استخدامها لتحليل أعداد كبيرة وهي عملية مهمة في تأمين عمليات نقل البيانات.

## خلفية تاريخية
هناك العديد من الأجهزة المتاحة اليوم والتي تعتمد بشكل أساسي على تأثيرات ميكانيكا الكم. وتشمل هذه أنظمة الليزر والترانزستورات وأجهزة أشباه الموصلات وغيرها من الأجهزة، مثل أجهزة التصوير بالرنين المغناطيسي. صنف مختبر العلوم والتكنولوجيا الدفاعية في المملكة المتحدة هذه الأجهزة على أنها «كوانتوم 1.0»،  وهي أجهزة تعتمد على تأثيرات ميكانيكا الكم. يُنظر إلى هذه بشكل عام على أنها فئة من الأجهزة التي تخلق بنشاط وتعالج وتقرأ الحالات الكمية للمادة، وغالبًا ما تستخدم التأثيرات الكمية للتراكب والتشابك.
وقد كُتِب بايجاز حول مجالات علم تكنولوجيا الكم أولا في كتاب عام 1997 من قبل جيرارد J. ميلبورن،  وكان في حينها تليها المادة 2003 من قبل جوناثان P. داولنغ وجيرارد J. ميلبورن، وكذلك 2003 مقال بقلم ديفيد دويتش. استفاد مجال التكنولوجيا الكمومية بشكل كبير من تدفق الأفكار الجديدة من مجال معالجة المعلومات الكمومية، وخاصة الحوسبة الكمومية. تم توحيد مجالات متباينة من فيزياء الكم، مثل البصريات الكمومية، وبصريات الذرة، والإلكترونيات الكمومية، والأجهزة النانوية الكمومية، في البحث عن كمبيوتر كمي وإعطائها «لغة» مشتركة، تلك الخاصة بنظرية المعلومات الكمومية.

### برامج البحث
منذ عام 2010 وصاعدًا، أنشأت عدة حكومات برامج لاستكشاف تقنيات الكم،  مثل برنامج تقنيات الكم الوطني في المملكة المتحدة،  الذي أنشأ أربعة «محاور» كمومية، ومركز تقنيات الكم في سنغافورة، وشركة QuTech الهولندية. مركز لتطوير الكمبيوتر الكمي الطوبولوجي. في عام 2016، قدم الاتحاد الأوروبي الرائد التكنولوجي الكمي، مشروع ضخم بقيمة 1 مليار يورو، مدته 10 سنوات، مشابه في الحجم لمشروعات المستقبل الأوروبي والتكنولوجيات الناشئة السابقة. في ديسمبر 2018، أقرت الولايات المتحدة قانون مبادرة الكم الوطنية، والذي يوفر ميزانية سنوية تبلغ مليار دولار أمريكي لأبحاث الكم. تقوم الصين ببناء أكبر منشأة أبحاث كمومية في العالم باستثمار مخطط قدره 76 مليار يوان (حوالي 10 مليارات يورو).
في القطاع الخاص، قامت الشركات الكبيرة باستثمارات متعددة في تقنيات الكم. تشمل الأمثلة شراكة جوجل مع مجموعة جوهن مارتينيز ‏ في جامعة كاليفورنيا في سانتا باربرا، شراكات متعددة مع شركة أنظمة دي-ويف لشركة الحوسبة الكمية الكندية، والاستثمار من قبل العديد من الشركات البريطانية في برنامج تقنيات الكم في المملكة المتحدة.

## التطبيقات العملية في الحياة
الفيزياء الكمية ركيزةٌ أيضًا للحواسيب الحديثة التي لم تكن لتعمل دون فهمنا لأشباه الموصلات، وبنية النطاق الإلكتروني، والإشابة. وبفضل رقاقات ذاكرة «NAND Flash» ننعم الآن بنظم تخزين مستديمة وفعالة. لذلك في كل مرة نطفئ فيها هواتفنا المحمولة أو ذواكرنا سواءً من نوع USB، أو الأقراص الصلبة، أو غير ذلك من مراكز البيانات، لا تُمسح جميع البيانات المخزنة. هذه أمثلة بسيطة على ما تقدمه ميكانيكا الكم. ذاكرة «NAND Flash»، التصوير بالرنين المغناطيسي، والساعات الذرية، ونظم الملاحة عبر الأقمار الصناعية (GPS)، الحوسبة الكمومية والأمان.

### الحوسبة
من المتوقع أن يكون لأجهزة الكمبيوتر الكمومية عدد من الاستخدامات المهمة في مجالات الحوسبة مثل التحسين والتعلم الآلي. ربما تكون معروفة بقدرتها المتوقعة على تنفيذ خوارزمية شور، والتي يمكن استخدامها لتحليل الأعداد الكبيرة وهي عملية مهمة في تأمين عمليات نقل البيانات.
أجهزة المحاكاة الكمومية هي أنواع من أجهزة الكمبيوتر الكمومية المخصصة لمحاكاة نظام في العالم الحقيقي، مثل مركب كيميائي. أجهزة المحاكاة الكمومية أسهل في البناء مقارنة بأجهزة الكمبيوتر الكمومية للأغراض العامة لأن التحكم الكامل في كل مكون ليس ضروريًا. تشمل أجهزة المحاكاة الكمومية الحالية قيد التطوير ذرات فائقة البرودة في الشبكات الضوئية، والأيونات المحاصرة، ومصفوفات من البتات الكمومية الفائقة التوصيل، وغيرها.

### المستشعرات
من المتوقع أن يكون لأجهزة الاستشعار الكمومية عدد من التطبيقات في مجموعة واسعة من المجالات بما في ذلك أنظمة تحديد المواقع، وتكنولوجيا الاتصالات، وأجهزة استشعار المجال الكهربائي والمغناطيسي، والقياس بالجاذبية بالإضافة إلى مجالات البحث الجيوفيزيائية مثل الهندسة المدنية وعلم الزلازل.

## الاستثمار
إن الشركات التي تتطلع إلى الأمام للاستثمار بشكل فعال في تكنولوجيا الكم، يجب أن تتطلع إلى العمل مع المراكز الجامعية والشركات الموجهة للأعمال التجارية على دراية بالتكنولوجيا. تمتلك الجامعات أفكارًا إبداعية تستند إلى العلوم، وتواجه الشركات مشاكل حقيقية يمكن أن تحلها مثل هذه البراعة. لمواءمة هذين المجالين من الخبرة، يجب أن تكون هناك تقييمات تعاونية لكيفية مقارنة تقنية الكم الجديدة بالبدائل التقليدية. عندها فقط يمكن للمؤسسات بناء حالات عمل قوية.